# 존 캐럴 린치
존 캐럴 린치(John Carroll Lynch, 1963년 8월 1일 ~ )는 미국의 배우, 영화 감독, 영화 각본가이다.

## 작품 목록

### 영화 출연
- 파고 (1996)
- 페이스 오프 (1997)
- 여기보다 어딘가에 (1999)
- 식스티 세컨즈 (2000) - 압수 관리자 역
- 조디악 (2007)
- 그랜 토리노 (2008)
- 셔터 아일랜드 (2010) - 워든 맥퍼슨 역
- 미라클맨 (2010) - 힐러 역
- 히셔 (2010)
- 크레이지, 스투피드, 러브 (2011)
- 황당한 외계인: 폴 (2011) - 모지스 버그스 역
- 19곰 테드 2 (2015)
- 비밀스러운 초대 (2015)
- 마일스와 함께 집 짓기 (2016, The Architect)
- 파운더 (2016) - 모리스 맥 맥도날드 역
- 애니씽 (2017, Anything) - 얼리 랜드리 역
- 붉은 백난초 (2018, White Orchid)
- 트라이얼 오브 더 시카고 7 (2020)

### 영화 연출
- 럭키 (2017, Lucky)

### 텔레비전 출연
- 아메리칸 호러 스토리 (2014-19)